# Sam Simon
Samuel Michael (Sam) Simon (Los Angeles, 6 juni 1955 – aldaar, 8 maart 2015) was een Amerikaans scenarioschrijver. 

## Biografie
Terwijl Simon nog op school zat werkte hij als cartoonist. Na zijn studies begon hij bij televisie- en filmproductiebedrijf Filmation. Hij schreef scripts voor onder meer Taxi, It's the Garry Shandling Show en Cheers. In 1989 ontwikkelde hij samen met Matt Groening en James L. Brooks The Simpsons. Hij verliet The Simpsons in 1993. Hij regisseerde daarna nog onder andere de The Drew Carey Show en de The Tracey Ullman Show.
Simon was tweemaal gehuwd, van 1991 tot 1998 met Jennifer Tilly en in 2000 gedurende drie weken met playmate Jami Ferell.
Eind 2012 werd bij Simon darmkanker vastgesteld. In 2015 overleed hij op 59-jarige leeftijd aan deze ziekte in zijn woning in de wijk Pacific Palisades in Los Angeles. Hij werd begraven aan de Westwood Village Memorial Park Cemetery.